# 실리항
실리항은 경상남도 거제시 거제면 법동리에 있는 어항이다. 2003년 2월 3일 어촌정주어항으로 지정하여 관리하고 있다. 시설관리자는 거제시장이다.

## 어항 연혁
- 산달후등(山達後嶝)마을에 속하다 서쪽 한산도(閑山島)를 바라보는 높이 214m의 삼각점(三角点)이 있는 봉우리가 시루처럼 생겨 시루마을이라 하였다.

## 어항 구역
- 수역: 미지정(거제시 거제면 법동리 84-14번지 수역)
- 육역: 미지정

## 어항 시설
- 물양장, 선착장

## 주요 어종
- 굴, 장어